# São Paulo Athletic Club (calcio)
Il São Paulo Athletic Club è stata una società calcistica brasiliana di San Paolo del Brasile, fondata il 15 maggio 1888 ma attiva, di fatto, dall'aprile 1895. Nel 1912 fu sciolta.

## Storia
Nata come sezione del São Paulo Athletic Club, fu Charles William Miller a darle l'apporto più significativo: difatti, l'anglo-brasiliano "importò" le regole del gioco del calcio dall'Inghilterra, ove studiava, e convinse i cofondatori della polisportiva a includere una squadra anche per tale disciplina.

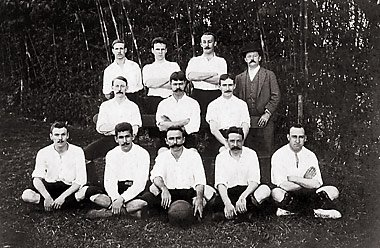
Una formazione del 1905; il cofondatore Charles William Miller è al centro della foto

Il 15 aprile 1895 fu organizzata la prima partita di calcio della storia del Brasile, tra i membri della polisportiva e i lavoratori della compagnia del gas: l'incontro terminò 4-2 in favore dei padroni di casa. Successivamente, la formazione calcistica entrò a far parte della Liga Paulista de Futebol, la prima vera federazione del Brasile, cui avevano aderito anche Associação Atlética Mackenzie College, Sport Club Internacional (SP), Sport Club Germânia e Clube Atlético Paulistano. Tale associazione organizzò la prima edizione del Campionato Paulista nel 1902, e il torneo fu appannaggio del São Paulo Athletic. Miller fu determinante per i successi del primo periodo del club, classificandosi per due volte (1902 e 1904) in cima alla graduatoria dei marcatori; grazie anche al suo contributo, la squadra ottenne tre vittorie consecutive nella neonata competizione statale. Nel 1905 il Paulistano interruppe il fruttuoso periodo, e prima del 1911 l'Athletic non fu in grado di tornare in cima alla classifica del campionato. Nel 1912 l'introduzione del professionismo causò la cessazione delle attività della sezione calcistica, poiché lo statuto della polisportiva richiedeva che gli sport fossero praticati a livello dilettantistico.

## Palmarès

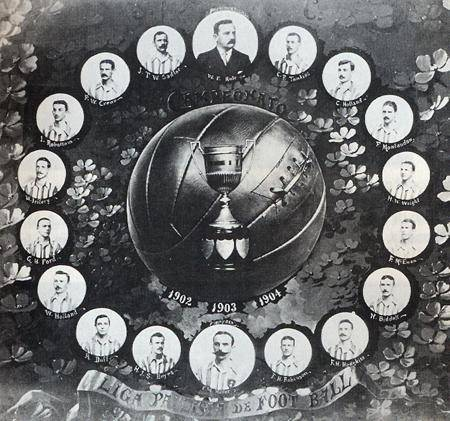
Immagine celebrativa delle tre vittorie consecutive del club nel campionato statale

### Competizioni nazionali
- Campionato paulista: 4

1902, 1903, 1904, 1911

### Altri piazzamenti
- Campionato paulista:

Terzo posto: 1910